# Barraca A-10
La barraca A-10 és una barraca de vinya situada al municipi de Subirats (Alt Penedès), en un talús al nord de la hípica de Sant Pau d'Ordal.
És una construcció aixecada en pedra seca situada en un terreny desnivellat al costat d'un camp de vinya, de planta circular i forma troncocònica, de 2 m de diàmetre a la base i una alçada màxima de 2,10 m. La construcció és de la tipologia de sostre de falsa volta, típic en aquestes edificacions (acostament de filades de pedra seca, sense cap mena de material d'unió). Els laterals del portal i en general les parets exteriors estan fetes amb pedres molt grosses.
El portal està orientat al sud, té una alçada de 113 cm, una amplada de 48 cm i un gruix de 82 cm. El marc de la porta està fet, als laterals, amb les mateixes pedres irregulars que conformen la paret de la barraca. Com a llindar superior hi ha una gran llosa. El sostre està cobert de terra, per reforçar la unió de les pedres de la cúpula.
El codi utilitzat en la denominació d'aquesta barraca (lletra + número) procedeix d'un estudi realitzat per Araceli Soler i Jaume Rovira, que intenta sistematitzar la informació sobre aquests elements arquitectònics al terme de Subirats.